# Władysława Ordon-Sosnowska
Władysława Ordon-Sosnowska, właśc. Władysława z Rybickich Ordon, 1 voto Sosnowska, 2 voto Feistowa (ur. 2 września 1879 w Rębieskich, zm. 18 lipca 1933 w Warszawie) – polska aktorka teatralna znana z ról w dramatach Młodej Polski i Aleksandra Fredry

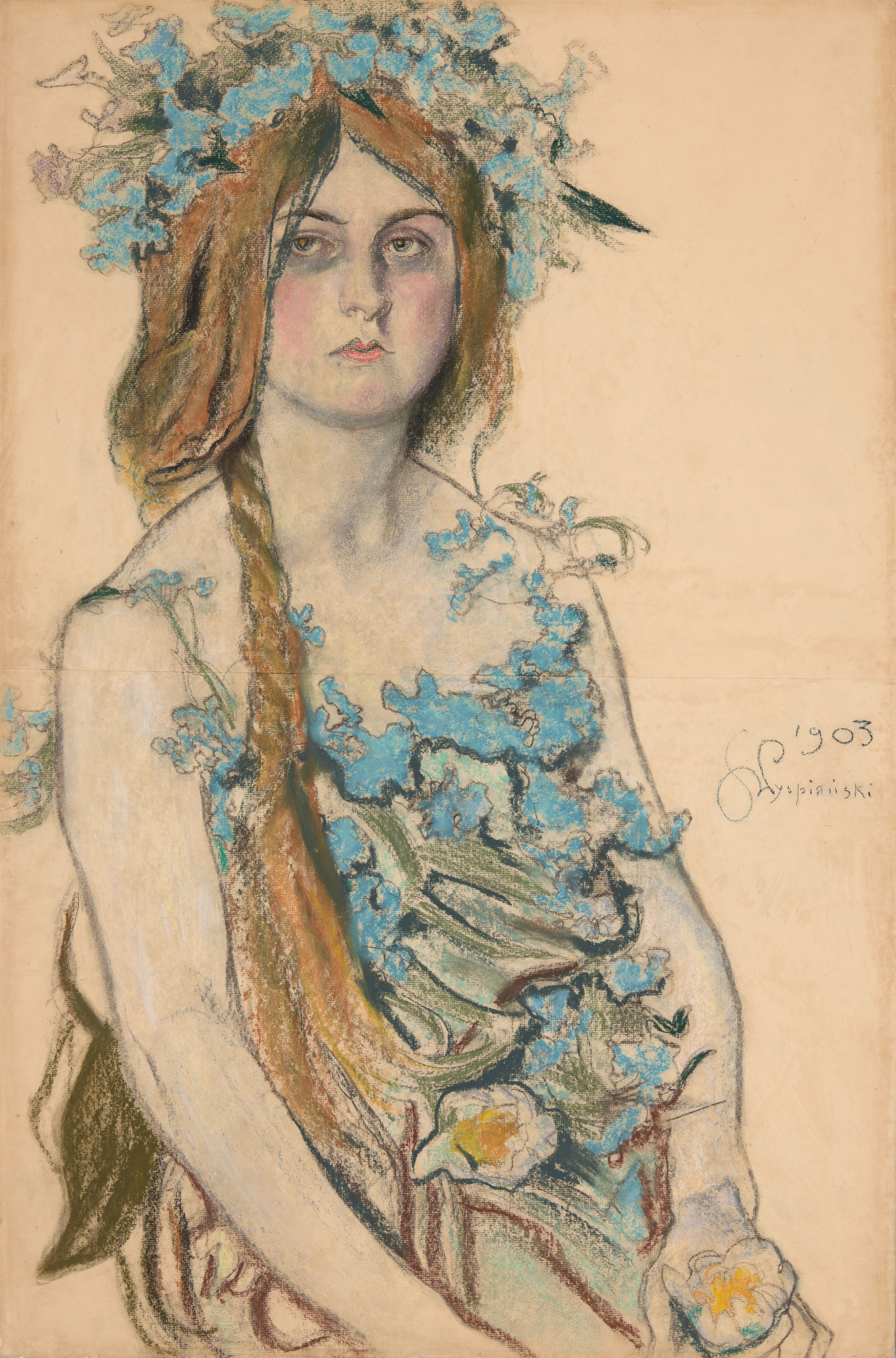
Portret Władysławy Ordon-Sosnowskiej w roli Krasawicy w dramacie Bolesław Śmiały (autor Stanisław Wyspiański)

## Życiorys
Uczęszczała do gimnazjum w Warszawie, jednocześnie prawdopodobnie również na lekcje aktorstwa u Aleksandry Rakiewiczowej. Aby poświęcić się aktorstwu, uciekła z domu do Sosnowca. 27 maja 1897 debiutowała (nie licząc wcześniejszych występów amatorskich) na scenie w tym mieście w zespole Czesława Janowskiego jako Julia w Kwiecie Tlemcenu Ernesta Legouve i Prospera Mérimée. W tym czasie przyjęła pseudonim Ordon. Występowała w Sosnowcu do września 1897. W latach 1898–1899 grała w teatrze w Łodzi (m.in. występy gościnne w Petersburgu w marcu 1898 oraz warszawskim Teatrze Bagatela latem 1898 i 1899). W sezonie 1899/1900 grała w teatrze lwowskim, a od 1900 do 1909 w Teatrze Miejskim w Krakowie z przerwą na powrót do Lwowa w sezonie 1906/1907. W 1900 i 1901 występowała także w krakowskim Teatrze Ludowym, a w kwietniu 1909 gościnnie w Łodzi. Od jesieni 1909 do przejścia na emeryturę w połowie 1927 należała do zespołu Warszawskich Teatrów Rządowych – początkowo w Teatrze Rozmaitości, następnie w Narodowym. W tym okresie grała gościnnie m.in. w Kijowie, Wilnie, Łodzi i Lwowie. W młodości występowała głównie w rolach lirycznych i młodych amantek. Stworzyła wiele wartościowych kreacji w polskich dramatach współczesnych, wzbudzając podziw m.in. w Stanisławie Wyspiańskim, który sportretował ją jako Krasawicę w Bolesławie Śmiałym, i w Tadeuszu Rittnerze. W ostatnich latach wcielała się głównie w role charakterystyczne.
W jej repertuarze znajdowały się role:
- Panny Młodej w Wesele Stanisława Wyspiańskiego
- Młodej w Klątwie Stanisława Wyspiańskiego
- Kory w Nocy listopadowej Stanisława Wyspiańskiego
- Hanki w Moralności pani Dulskiej Gabrieli Zapolskiej
- Stefki Maliczewskiej w Pannie Maliczewskiej Gabrieli Zapolskiej
- Marii w W małym domku Tadeusza Rittnera
- Hani w Głupim Jakubie Tadeusza Rittnera
- Juli w Wilkach w nocy Tadeusza Rittnera
- Obcej w Skarbie Leopolda Staffa
- Klary w Zemście Aleksandra Fredry
- Anieli w Ślubach panieńskich Aleksandra Fredry
- Zofii w Damach i huzarach Aleksandra Fredry
- Pauliny w Panu Benecie Aleksandra Fredry
- Wandy Malskiej w Dwóch bliznach Aleksandra Fredry
- Rusałki w Dzwonie zatopionym Gerharta Hauptmanna
- Katarzyny w Spadkobiercy Adama Grzymały-Siedleckiego
- Małgorzaty w Popasie króla jegomości Adama Grzymały-Siedleckiego
- Brygidy w Don Juanie Juana Zorrilli
- tytułowa w Lenie Wacława Karczewskiego
- tytułowa w Lygii Josepha Barretta

Zmarła z powodu nieudanej kuracji odchudzającej. Spoczywa na cmentarzu Powązkowskim w Warszawie (kwatera 173, rząd 4, grób 1/2/3).

## Życie rodzinne
Córka ziemianina Jana Nepomucena Rybickiego i Władysławy z Kiedrzyńskich. 24 czerwca 1905 w Wiedniu wyszła za aktora Józefa Sosnowskiego. Po rozwodzie z nim ok. 1918 wzięła ślub z kupcem i przemysłowcem z Warszawy Jerzym Feistem.